# Pobedim (hradiště)
Pobedim je nížinné dvoudílné hradiště na území stejnojmenné slovenské obce Pobedim. Vzniklo v první polovině 9. století a stalo se důležitým centrem kovářství a dálkového obchodu na spojnici dvou cest vedoucích Povážím do Polska. Zaniklo krátce po polovině 9. století.